# Benjamín Rojas
Benjamín Rojas Pessi (La Plata, 16 de abril de 1985) é um cantor e ator argentino. Ele é conhecido por atuar nas telenovelas de Cris Morena como Floricienta, Rebelde Way, Chiquititas e Alma Pirata.
Fez o papel de Pablo Bustamente na novela Rebelde Way, filho rico de um famoso político que estuda na escola argentina Elite Way. Fez um importante filme na Argentina, chamado Erreway: 4 caminos, que conta uma turnê da banda Erreway. Na novela Alma Pirata, faz o papel de Cruz, um ladrão traicoeiro que se junta a outros dois homens para continuar uma tradição familiar.
Foi chamado para voltar ao grupo Erreway onde sua presença foi confirmada. Apenas, sua colega Luisana Lopilato decidiu não retornar à banda.
Em Jake & Blake, ele fará papel de gêmeos que foram separados num acidente maritimo e se encontram em uma circustância comica. Jake Valley é um estudioso que ama matemática, que não teve tantos luxos na vida e pratica esportes, já Blake Hill é um rockstar, que gosta de se arriscar, por isso propõe ao seu "recém" irmão gêmeo que mudem de lugar.
Em Casi Angeles(terceira temporada) Benjamín fez o papel de Cacho 'Cachito' de Buenos Aires, que veio do ano de 1962 para falar aos meninos para terem mais esperança com relação ao futuro do Planeta. Cacho acaba se apaixonando por Kika.

## Carreira
Benjamín Rojas começou sua carreira profissional como ator em 1998, quando foi escolhido para interpretar Yago na novela de Cris Morena, Chiquititas. Em 1999, na quinta temporada da telenovela conseguiu uma mudança de imagem e consequentemente mudou a história, agora em um novo papel - Bautista Arce. Repetindo o personagem no filho Chiquititas: Rincón de luz, em 2001.
Em 2002, renovou seu contrato com Cris Morena Group e foi escolhido para interpretar Pablo Bustamante na telenovela Rebelde Way, junto com Camila Bordonaba, Felipe Colombo e Luisana Lopilato.
Já em 2004 se uniu ao elenco da novela Floricienta, juntamente com Florencia Bertotti, Juan Gil Navarro e Fabio Di Tomaso. Na novela, interpretava Franco Fritzenwalden, durante duas temporadas. Também atuou na versão teatral da série no Teatro Gran Rex. Além disso, esteve no cinema com o filme Erreway: 4 caminos, que conta a história da banda pelo interior da Argentina em busca de sucesso.
Em 2006 deu a vida a Cruz Navarro na novela Alma pirata.
Em 2007 atuou no filme Kludge, além de fazer uma participação especial na telenovela Casi ángeles. Em 2008 atuou no filme La Leyenda.
Em 2009 esteve novamente no cinema com o filme "Horizontal Vertical" e retornou a televisão em alguns episódios de Casi ángeles como "Cacho". Neste mesmo ano, protagonizou a série da Disney Channel e Cris Morena Group, Jake & Blake, interpretando a Jake e a Blake durante as duas temporadas.
Em 2011, protagonizou a web série Atrapados, interpretando a Gonzalo. A série contava com oitenta capítulos de dois minutos da duração cada um. Ainda nesse ano, deu vida ao personagem Juanse na novela Cuado me sonreís. Já no cinema participou do filme El abismo, todavía estamos.
Em 2012 protagonizou a peça teatral Huicio Husto. Filmou La noche del chihuahua, filme de Guillermo Grillo, tendo ganhado ao prêmio de "Melhor filme" no Festival de Cine Inusual e a "Melhor Comédia" pelo voto popular, no Festival de Cinema de Carlos Paz. Também esteve na série de televisão colombiana Lynch.
Em 2013 fez uma participação especial de cinquenta capítulos em Solamente vos no papel de Federico. Desde o final de 2013 até 2014 atuou na telenovela Mis amigos de siempre, interpretando Maxi. No teatro protagoniza junto com Karina K e Antonio Grimau ao musical, Al final del Arco Iris.
Em 2015 junto com seu amigo Felipe Colombo participou do reality show Tu cara me suena em sua 3ª temporada, obtendo o 3º lugar.
Entre 2016/2017 esteve em cartaz com a obra de teatro El otro lado de la cama de David Serrano, junto com Nicolás Vázquez, Gimena Accardi e Sofía Pachano no Teatro Apolo. Ainda em 2017 participou do filme Ojalá vivas tiempos interesantes do diretor Santiago Van Dam. 
Em 2018, no Teatro Municipal participou da peça Se alquila! Neste mesmo ano esteve na minissérie da Telefe, Rizhoma Hotel. E no Canal 13 integrou o elenco da novela Mi hermano es un clon, como Ignacio "Nacho" Carmona.

## Filmografia

### Televisão
| Televisao   | Televisao                 | Televisao               | Televisao                                               |
| Ano         | Título                    | Papel                   | Formato                                                 |
| ----------- | ------------------------- | ----------------------- | ------------------------------------------------------- |
| 1998        | Chiquititas               | Yago                    | telenovela (protagonista)                               |
| 1999 a 2001 | Chiquititas               | Bautista Arce           | telenovela (protagonista)                               |
| 2002-2003   | Rebelde Way               | Pablo Bustamante        | telenovela/seriado (protagonista)                       |
| 2004-2005   | Floricienta               | Franco Fritzwalden      | telenovela/seriado (coprotagonista)                     |
| 2006        | Alma Pirata               | Cruz Navarro            | telenovela (protagonista)                               |
| 2007        | Casi Angeles              | ele mesmo               | telenovela (convidado; aparece na 2ª temporada)         |
| 2009        | Casi Angeles              | Cacho 'Cachito'         | telenovela/seriado (convidado; aparece na 3ª temporada) |
| 2009-2010   | Jake & Blake              | Jake/Blake              | seriado principal                                       |
| 2010        | Quando Toca o Sino Itália | Jake/Blake              | part. especial                                          |
| 2011        | Quando Toca o Sino Brasil | Jake/Blake              | part. especial                                          |
| 2011        | Cuando Me Sonreis         | Juanse                  | telenovela (protagonista)                               |
| 2012        | Huicio Husto              | Don Julio               | teatro (protagonista)                                   |
| 2013        | Solamente vos             | Federico                | telenovela                                              |
| 2013-2014   | Mis amigos de siempre     | Maxi                    | telenovela                                              |
| 2015        | Tu cara me suena 3        | Participante (3º lugar) | Reality show                                            |
| 2018        | Rizhoma Hotel             | Lalo                    | minissérie                                              |
| 2018        | Mi hermano es un clon     | Ignacio "Nacho" Carmona | telenovela                                              |

### Filmes
| Ano  | Filme                            | Personagem       | Diretor                            |
| ---- | -------------------------------- | ---------------- | ---------------------------------- |
| 2001 | Chiquititas: Rincón de Luz       | Bautista Arce    | José Luis Massa                    |
| 2004 | Erreway: 4 caminos               | Pablo Bustamante | Ezequiel Crupnicoff                |
| 2007 | Kluge                            | Lautaro          | Luis Barone                        |
| 2008 | La leyenda                       | Lucas Vallejos   | Sebastián Pivotto                  |
| 2009 | Horizontal Vertical              | Juan             | Nicolás Tuozzo                     |
| 2011 | El abismo, todavía estamos       | Mateo            | Gustavo Adrián Garzón              |
| 2013 | La noche del Chihuahua           | Juan             | Guillermo Grillo                   |
| 2016 | En busca del muñeco perdido      |                  | Facundo Baigorri e Hernán Biasotti |
| 2017 | Ojalá vivas tiempos interesantes | Galán            | Santiago Van Dam                   |

### Teatro
| Ano       | Título                  | Personagem       | Teatro    |
| --------- | ----------------------- | ---------------- | --------- |
| 1998-2001 | Chiquititas             | Bautista/Yago    | Gran Rex  |
| 2002      | Rebelde Way             | Pablo Bustamante | Gran Rex  |
| 2003-2004 | Erreway                 | Ele mesmo        | Gran Rex  |
| 2004-2005 | Floricienta             | Franco           | Gran Rex  |
| 2012      | Huicio Husto            | Juiz             | La Clac   |
| 2014      | Al final del Arco Iris  | Anthony          | Apolo     |
| 2016-2017 | El Otro Lado de la Cama | Pedro            | Apolo     |
| 2018      | Se alquila!             | Ele mesmo        | Municipal |

## Discografia
| 1998 | Chiquititas volume 4       |
| 1999 | Chiquititas volume 5       |
| 2000 | Chiquititas volume 6       |
| 2001 | Chiquititas volume 7       |
| 2001 | Chiquititas: Rincón de Luz |
| 2002 | Señales                    |
| 2003 | Tiempo                     |
| 2004 | Memoria (álbum)            |
| 2004 | Floricienta y su banda     |
| 2005 | Floricienta 2              |
| 2006 | Alma Pirata                |
| 2006 | El Disco de Rebelde Way    |
| 2006 | Erreway en Concierto       |
| 2007 | Vuelvo                     |
| 2010 | Jake & Blake               |
| 2017 | Polarizado                 |

## Vida pessoal
Durante as gravações de Chiquititas iniciou um relacionamento com sua colega de elenco Camila Bordonaba em 1998. Em 2002 e 2003 há rumores que ele namorou Micaela Vazquez (companheira de trabalho em Chiquititas e Rebelde Way), mas nunca foi confirmado. Em 2004, conheceu a atriz María del Cerro com quem manteve uma relação até 2008.
Em 2011, começou a sair com a apresentadora Martina Sánchez Acosta e em 2015 foram morar juntos. Em 25 de julho de 2018 anunciou que seriam pais pela primeira vez. A criança nasceu em 21 de dezembro, recebendo o nome de Rita Rojas Sánchez.